# Tajemnica Statuetki
Tajemnica Statuetki — пригодницька відеогра, розроблена та випущена компанією Metropolis Software House для комп'ютерів на базі DOS у 1993 році. Це перша пригодницька гра, створена в Польщі. Її сюжет обертається навколо агентства-початківця Інтерполу Джона Поллака, який намагається розгадати таємницю, пов'язану з крадіжкою різних антикварів у всьому світі.
Незважаючи на те, що в Польщі було широко розповсюджене піратство і вдалося продати від 4000 до 6000 екземплярів, гра стала дуже популярною в країні. Tajemnica Statuetki була оцінена за сюжет і стала культурною віхою, яка допомагала просувати та узаконити польську індустрію відеоігор, незважаючи на незначну критику механіки гри та аудіовізуального дизайну.

## Ігровий процес
Tajemnica Statuetki показана від першої особи. Це пригодницька гра «вкажи та клацни», яка складається із серії фотографічних зображень, хоча більшість інформації передається за допомогою тексту. Гра поділена на три глави, дія кожної з яких відбувається в різних місцях.
Гравці розгадують головоломки та взаємодіють з персонажами, щоб просуватися в історії. Меню пропонує шість різних дій, обладнання та карту. Гравець використовує команди дій у спосіб, подібний до пригод LucasArts. Гравець виконує дії, натискаючи командну кнопку, а потім або предмет інвентарю, або частину екрана кімнати.
Часто під час проходження гри гравець повинен знаходити об’єкти розміром з один піксель на моніторі; це відоме як пошук пікселів. Головоломки гри вимагають від гравця знань у різних галузях, таких як рецепти коктейлів; гравцеві, наприклад, доручається замовити напій правильного складу для туриста.